# Cortinarius traganus
Cortinarius traganus Elias Magnus Fries, 1838),  din încrengătura Basidiomycota, în familia Cortinariaceae și de genul Cortinarius, este o ciupercă otrăvitoare denumită în popor văloasa caprei. Acest burete coabitează, fiind un simbiont micoriza (formează micorize pe rădăcinile arborilor). În România, Basarabia și Bucovina de Nord, se dezvoltă în grupuri pe soluri acre, silicioase și necalcaroase în păduri de conifere, (acolo cu preferință sub molizi), dar de asemenea prin cele foioase din august până în noiembrie, fiind o specie mult răspândită și frecvent întâlnită.

## Descriere

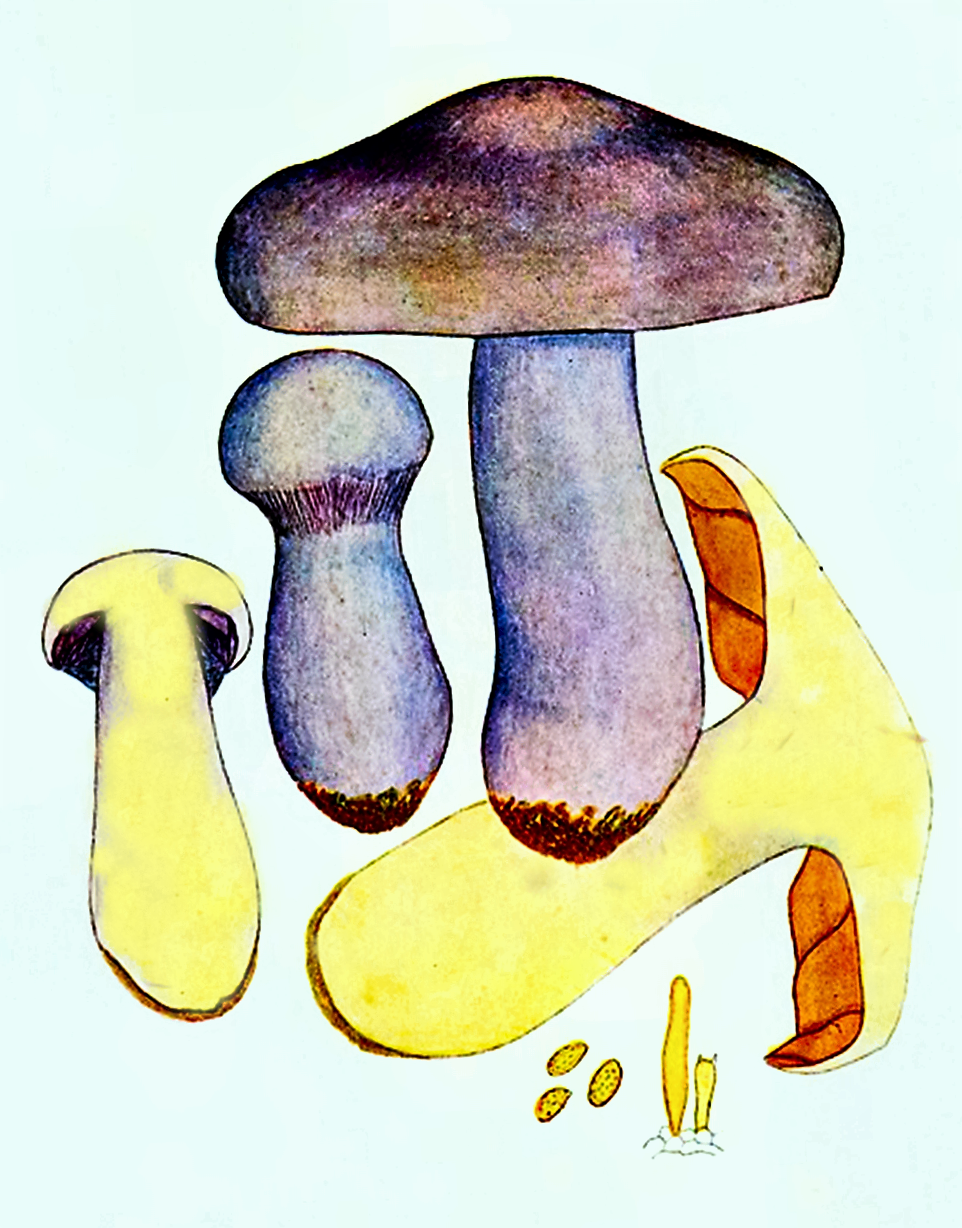
Bres.: C. traganus

- Pălăria: are un diametru între 5 și 12 cm, este compactă, la început boltită semisferic cu marginile răsucite înspre interior, dar devine în  scurt timp convexă și apoi deseori plată, purtând în tinerețe fragmente ale vălului parțial în formă de cortină pal lilacee, formată din fibre foarte fine ca păienjeniș între marginea pălăriei și picior. Cuticula este netedă, lucios-mătăsoasă și uscată. Culoarea ei arată diverse tonuri de albastru-violet, variind la bătrânețe până la brun-gălbui, câteodată chiar estompând albicios sau ocru.
- Lamelele: sunt destul  de depărtate, late, ușor bombate și înalte, cu mici lamele intercalate precum aderate la picior, fiind învăluite la început de sus menționata cortină pal lilacee. Coloritul este în tinerețe de un caracteristic ocru roșcat, devenind apoi ruginiu până brun ca scorțișoara, dar niciodată violet.
- Piciorul: este foarte tare, gros și bulbos, El are o lungime de 6 până la 10 cm și o lățime 1,5 până la 3 cm, este bont, fibros, foarte consistent, robust, cu un bulb pronunțat la bază (nu rar cu un diametru de peste 4 cm) și umplut pe interior cu un țesut spongios. El este inițial palid-violet, decolorându-se în vârstă ocru.
- Carnea: este de culoare galben-șofrănie, compactă și groasă, cu un miros de acetilenă sau carbură, respectiv penetrant ca de țap/capră, gustul fiind neplăcut, la exemplare tinere și pronunțat amar.
- Caracteristici microscopice: are spori elipsoidali și fin verucoși de culoare ruginie cu o mărime de 7-10 x 4-6 microni, pulberea având același colorit.[3][4]
- Reacții chimice: Carnea se decolorează cu fenol mai întâi ruginiu, apoi brun închis, și cu tinctură de Guaiacum albastru închis.[5]

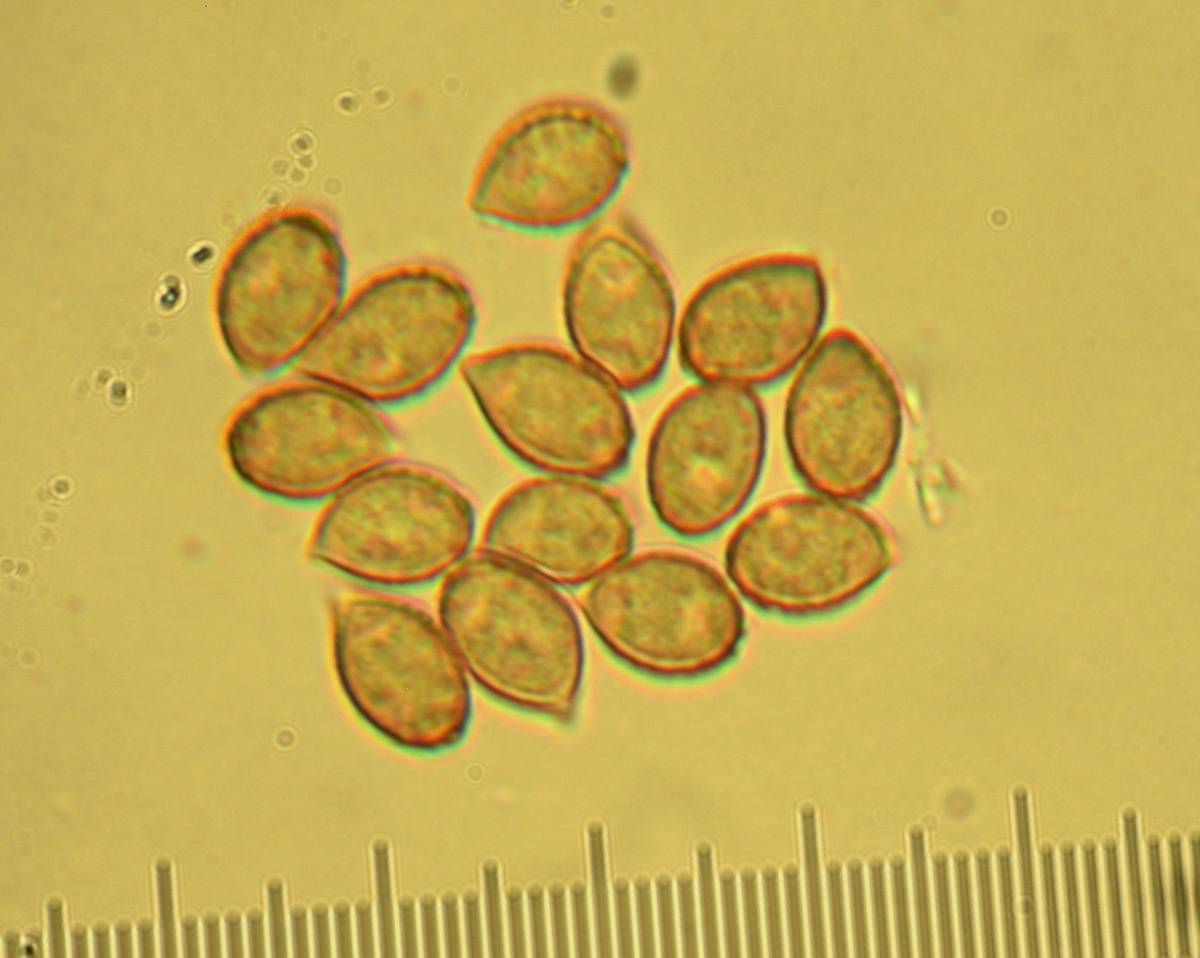
C. traganus, spori
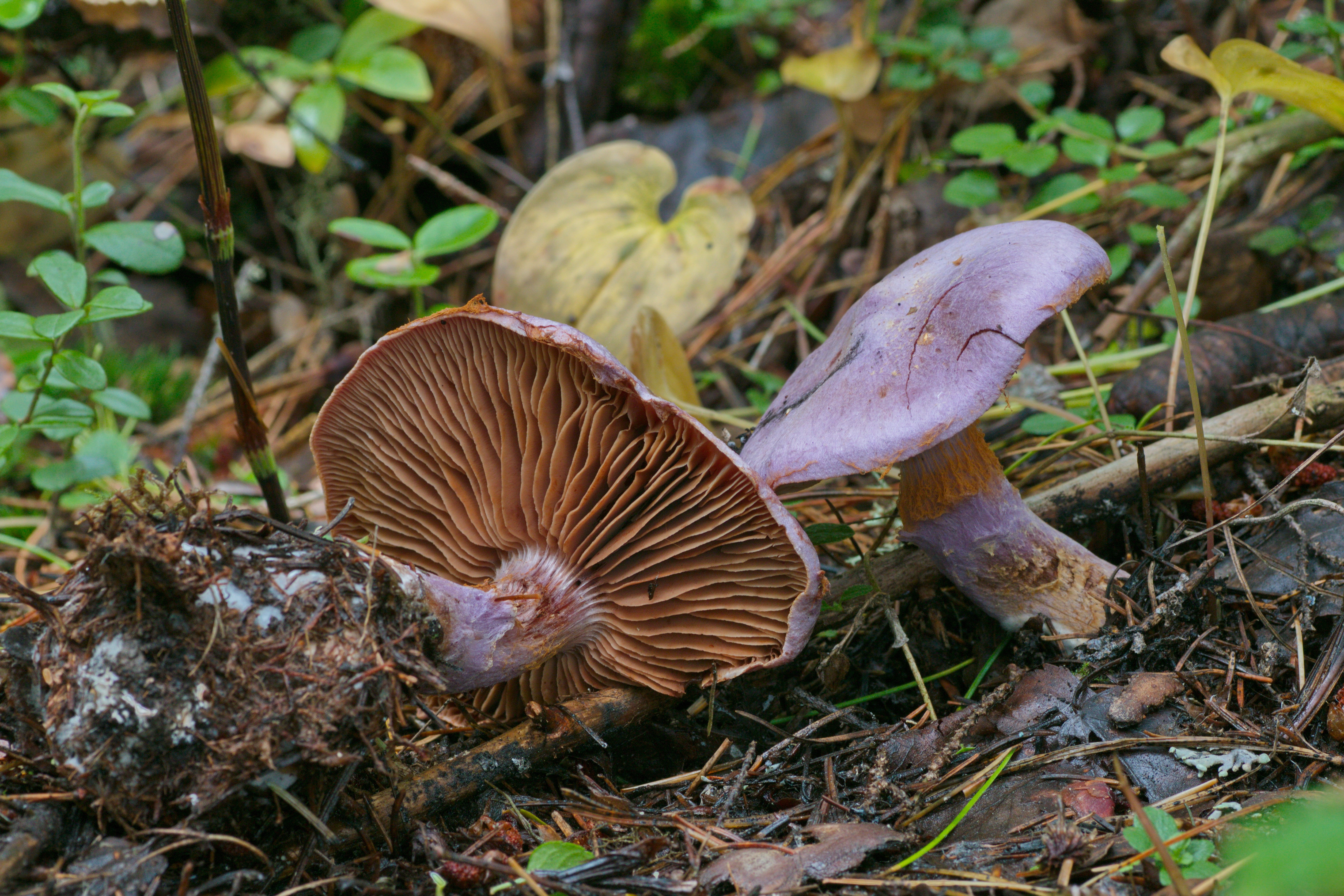
C. traganus bătrân: lamele și puicior
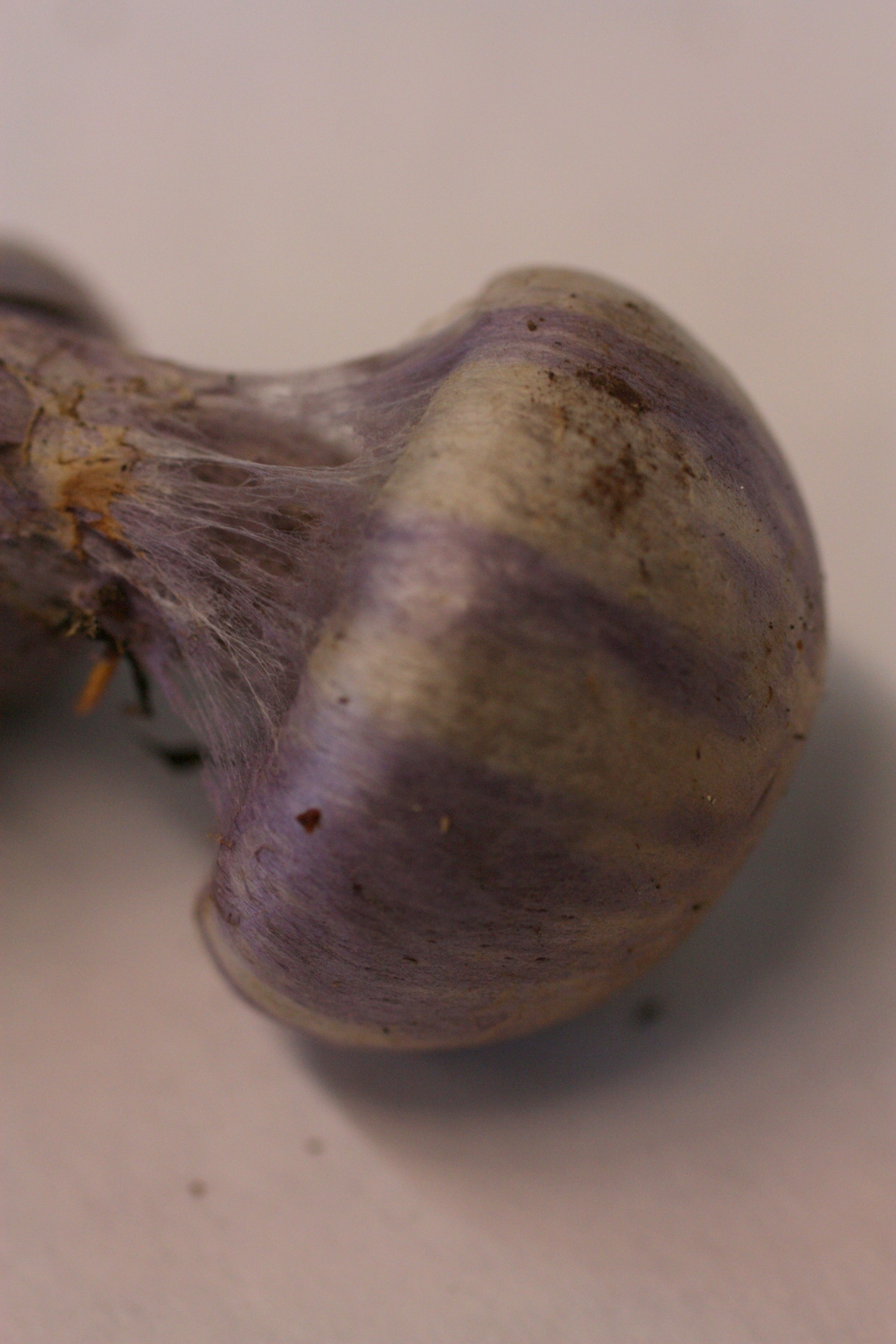
C. traganus tânăr
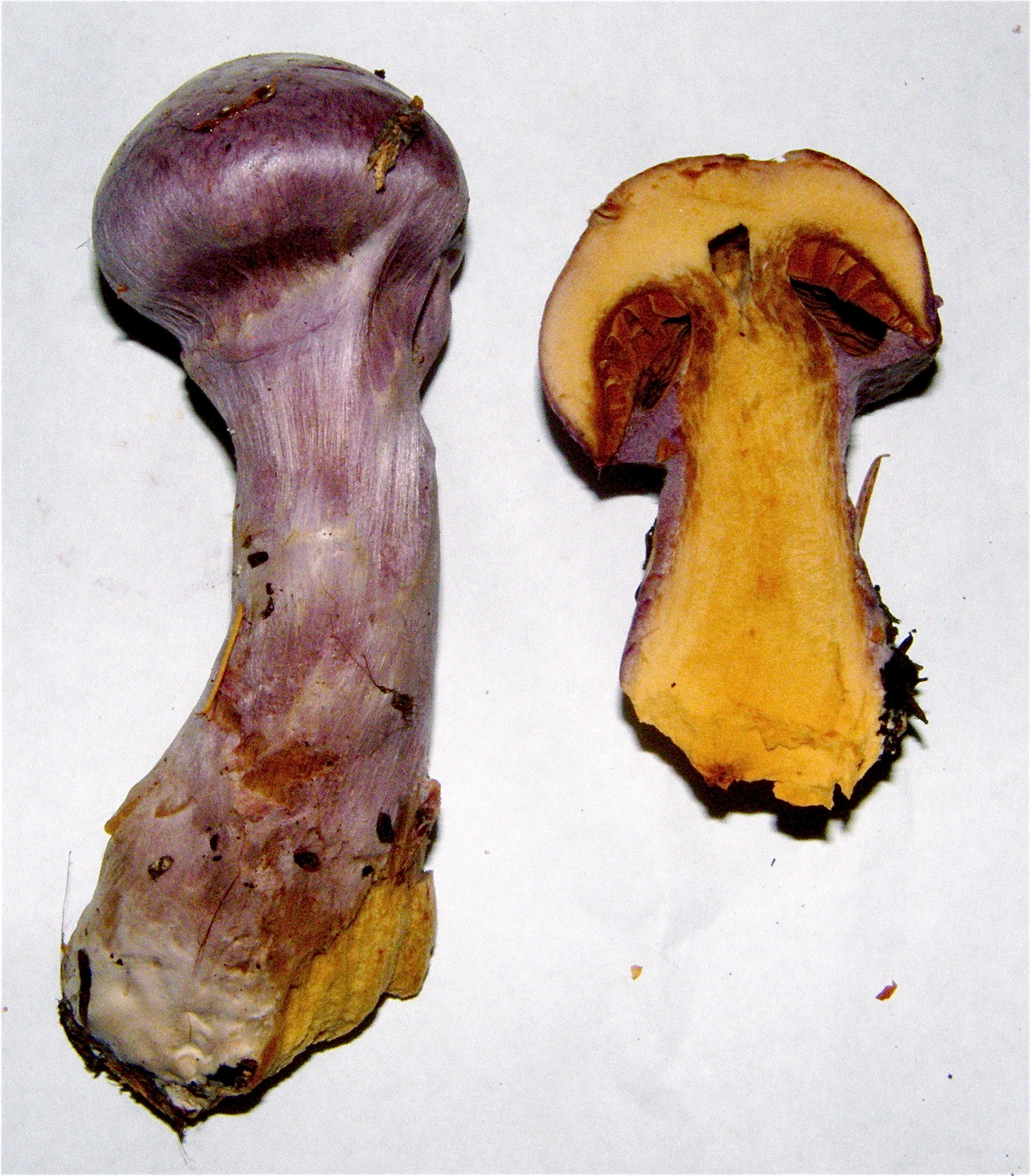
C. traganus tăiat

## Toxicitate
Chiar dacă pare greu de imaginat că această ciupercă complet necomestibilă provoacă intoxicații, totuși se întâmplă în mod repetat. Consumul de ciuperci al speciei Cortinarius traganus provoacă intoxicații digestive care se manifestă prin greață, vărsături, și diaree severă, conturând așa zisul sindrom resinoidian. Aceasta se întâmplă datorită iritației gastro-intestinale determinată de compușii chimici prezenți. Simptomele apar destul de rapid după ingerare (de la o jumătate de oră până la șase ore). În cazul unei suspiciuni de intoxicație, se dă 20-40 g de cărbune medicinal (la copii 1 g per kg de greutate corporală) și se solicită asistență medicală. Deși intoxicația se manifestă pe moment neplăcut, de obicei organismul unui om sănătos se restabilește fără alte consecințe. Efecte semnificative nu pot fi însă excluse la copii respectiv la persoane susceptibile, slăbite sau bolnave.

## Confuzii
Din cauza otrăvirilor atestate, se pare că diverși culegători de ciuperci confundă văloasa caprei cu alte soiuri care pot fi de exemplu:
Cortinarius alboviolaceus (necomestibil), Cortinarius anomalus (comestibil, de valoare scăzută), Cortinarius argentatus (necomestibil), Cortinarius balteatus (tânăr comestibil),  Cortinarius caerulescens (necomestibil), Cortinarius camphoratus (necomestibil), Cortinarius caninus (comestibil), Cortinarius collinitus (comestibil), Cortinarius cumatilis (comestibil), Cortinarius cyanites (necomestibil, în tinerețe cu lamele albastru-violete, la bătrânețe brun-violete, miros dulcișor și gust amar), Cortinarius dibaphus (necomestibil), Cortinarius evernius (necomestibil), Cortinarius glaucopus (comestibil), Cortinarius iodes (comestibil, cu cuticulă mucoasă, în tinerețe cu lamele violete, carnea fiind albă, miros și gust neostentativ), Cortinarius infractus (necomestibil, extrem de amar), Cortinarius purpurascens (comestibil), Cortinarius rufo-olivaceus (necomestibil), Cortinarius salor (comestibil, cu cuticulă mucoasă, în tinerețe cu lamele violete, carnea fiind albicioasă până gri-brună cu nuanțe de albastru, miros și gust neostentativ), Cortinarius spilomeus, (necomestibil), Cortinarius torvus (necomestibil), Cortinarius violaceus (comestibil, pălăria, lamelele și carnea albastru-violet, miros de lemn de cedru și gust plăcut), Tricholoma colossus (comestibil), respectiv forme mai mari ale Laccaria amethystina (comestibilă) sau cu Lepista nuda (comestibilă, cu cuticulă brun-violetă, picior violet-cenușiu, carne roz-violacee; miros parfumat ca de viorele și gust plăcut).

## Specii asemănătoare în imagini

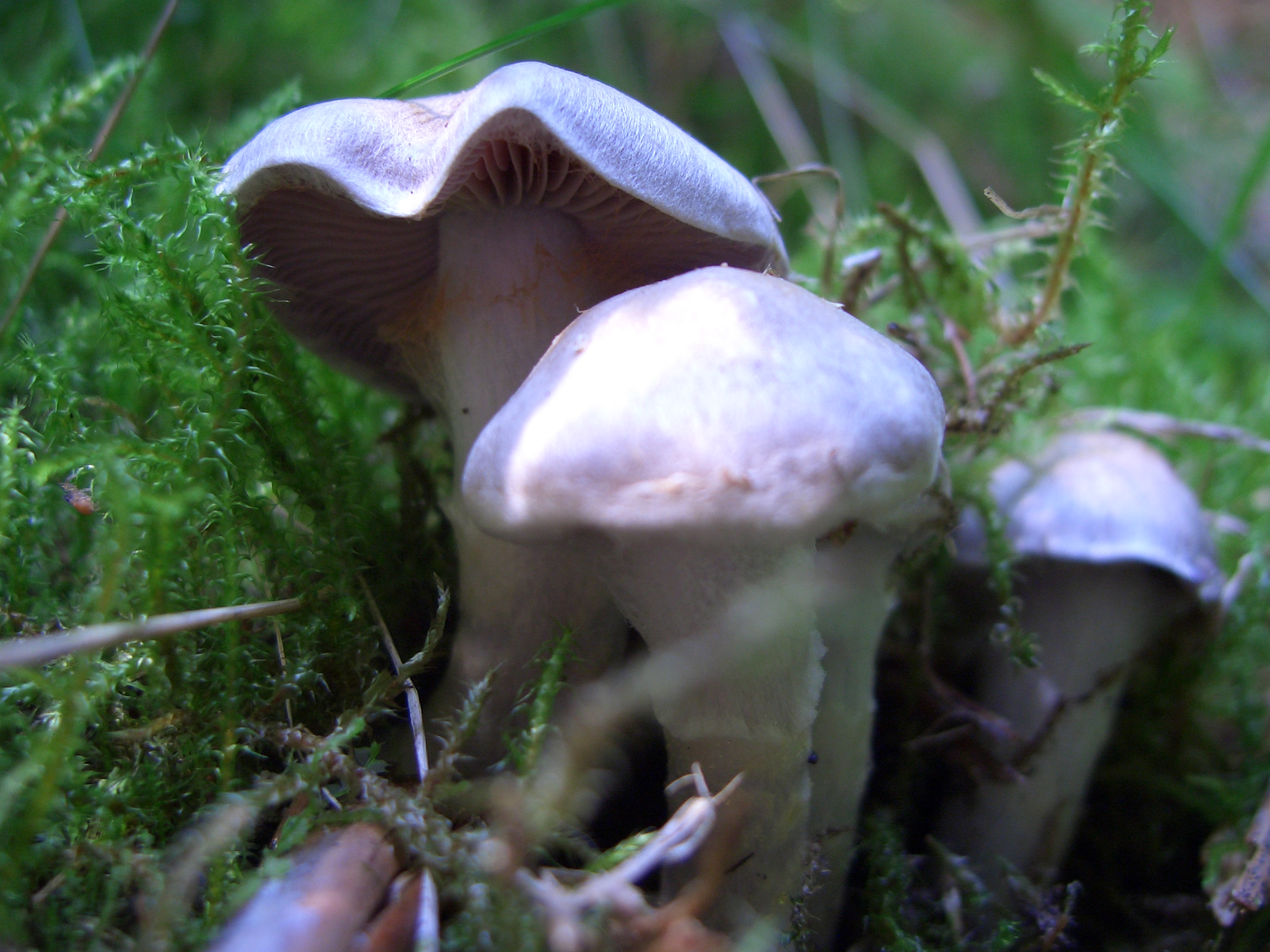
!Cortinarius-alboviolaceus!
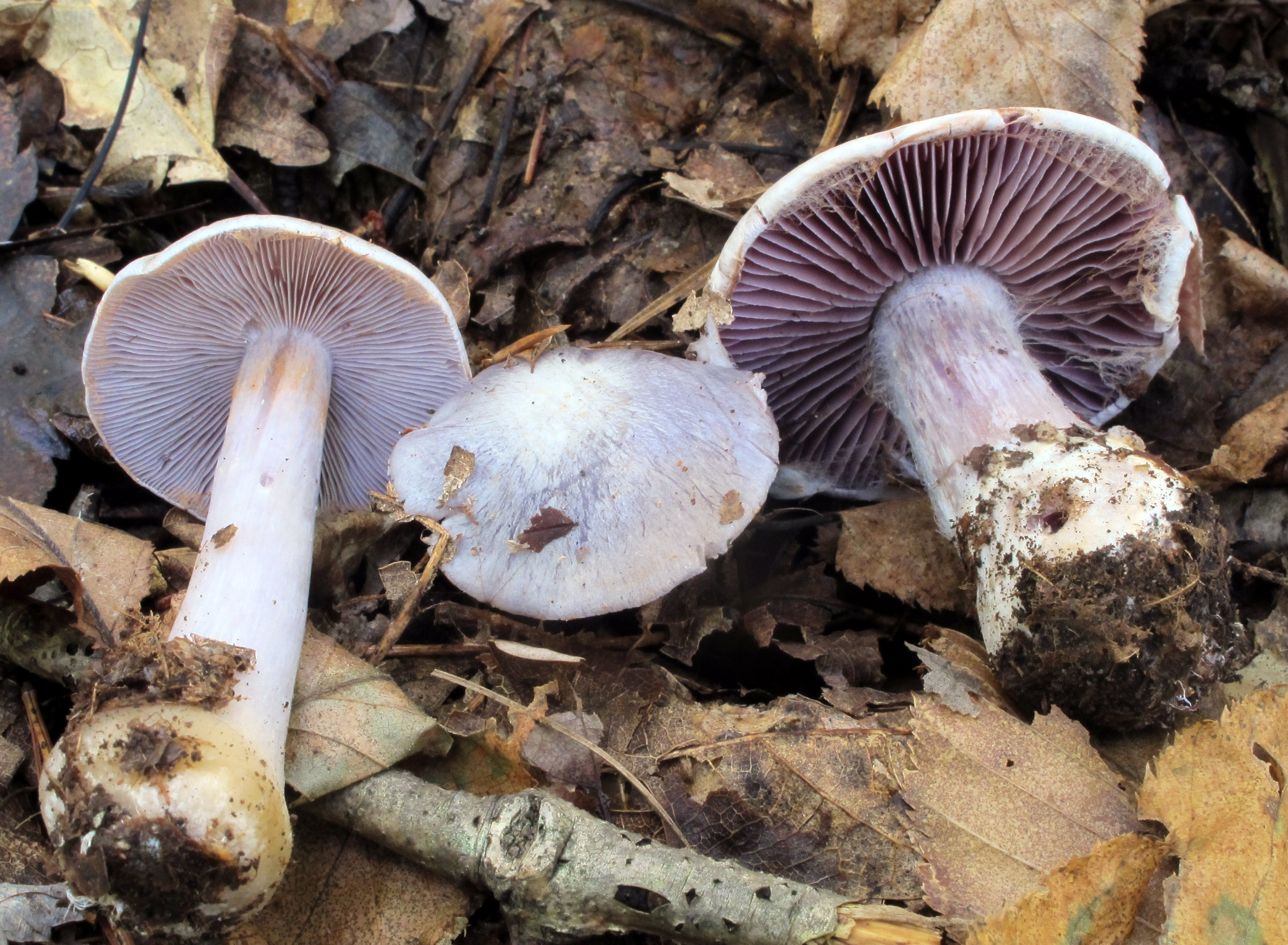
!Cortinarius argentatus!
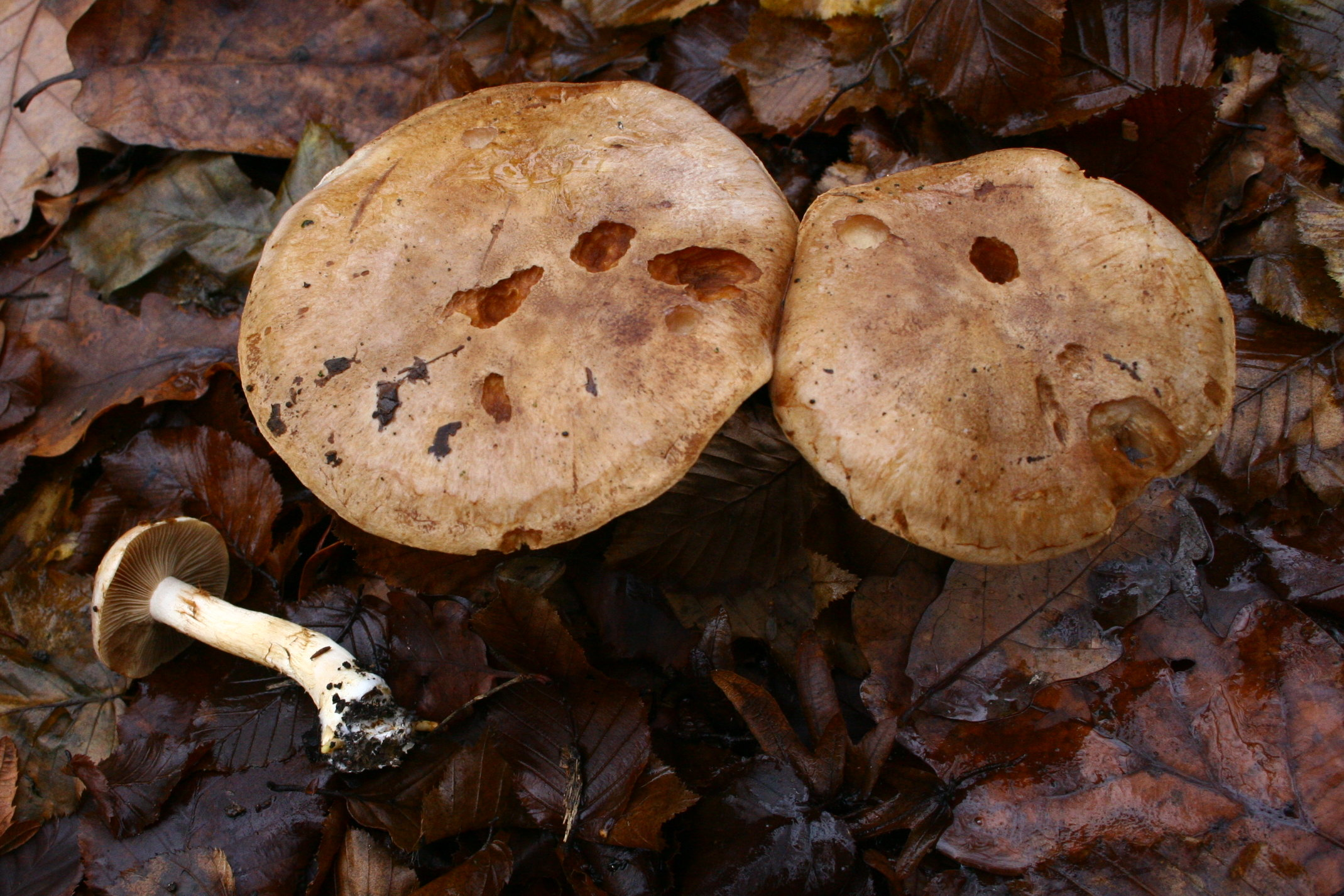
Cortinarius balteatus
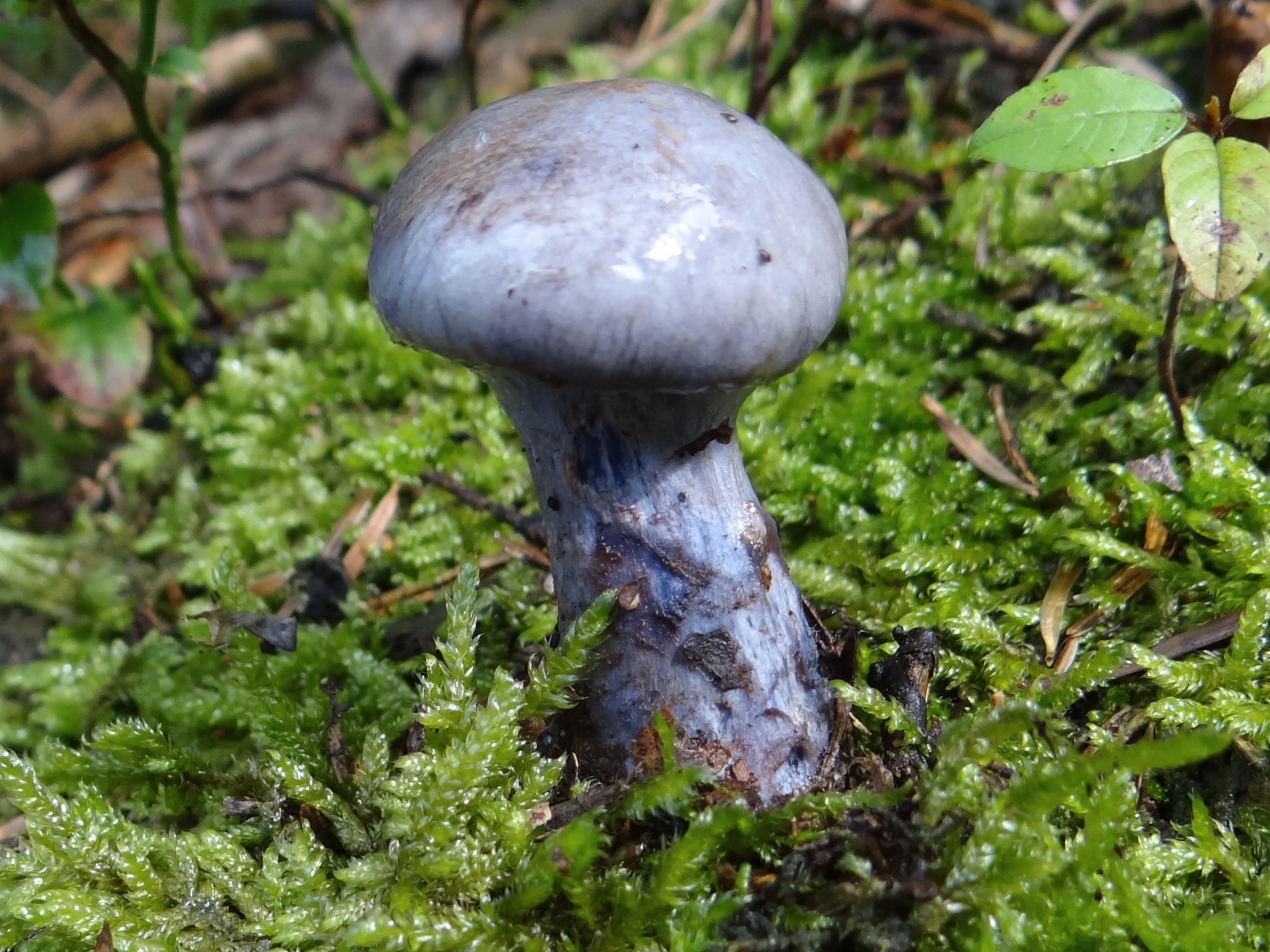
!Cortinarius caerulescens!
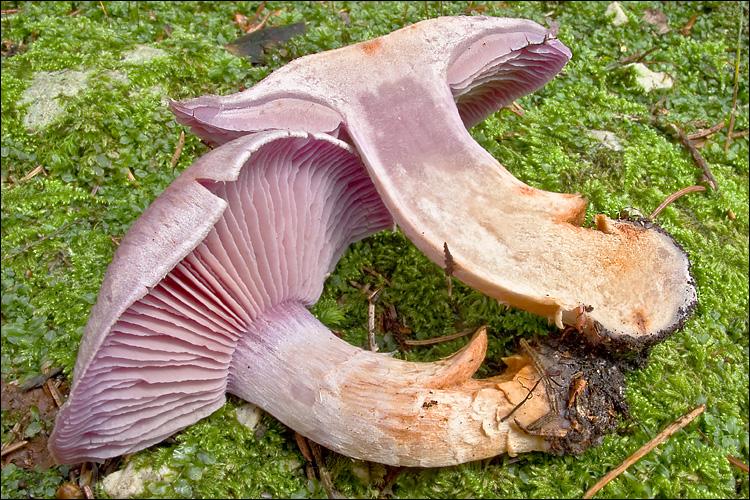
!Cortinarius camphoratus!
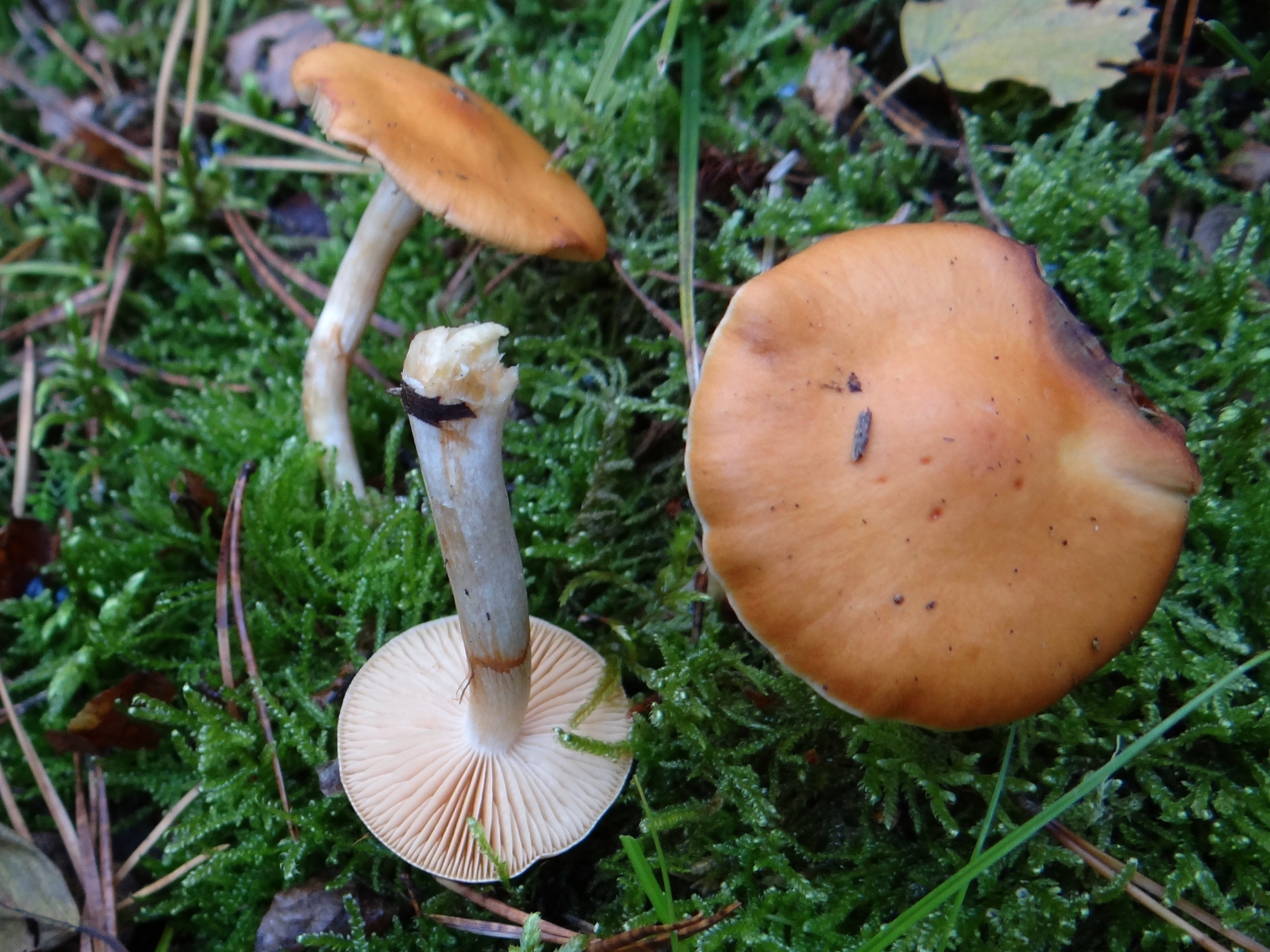
Cortinarius caninus

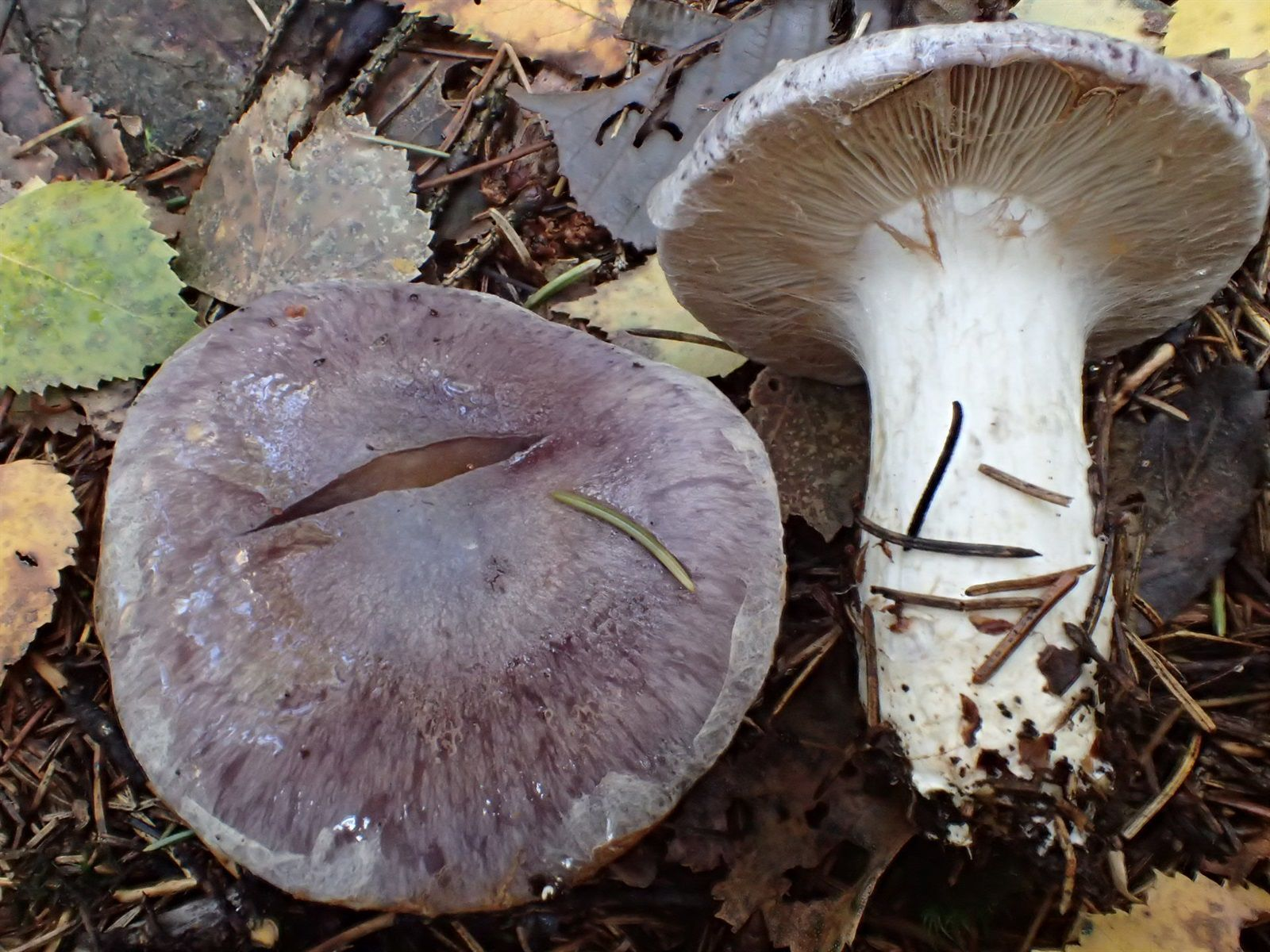
Cortinarius cumatilis
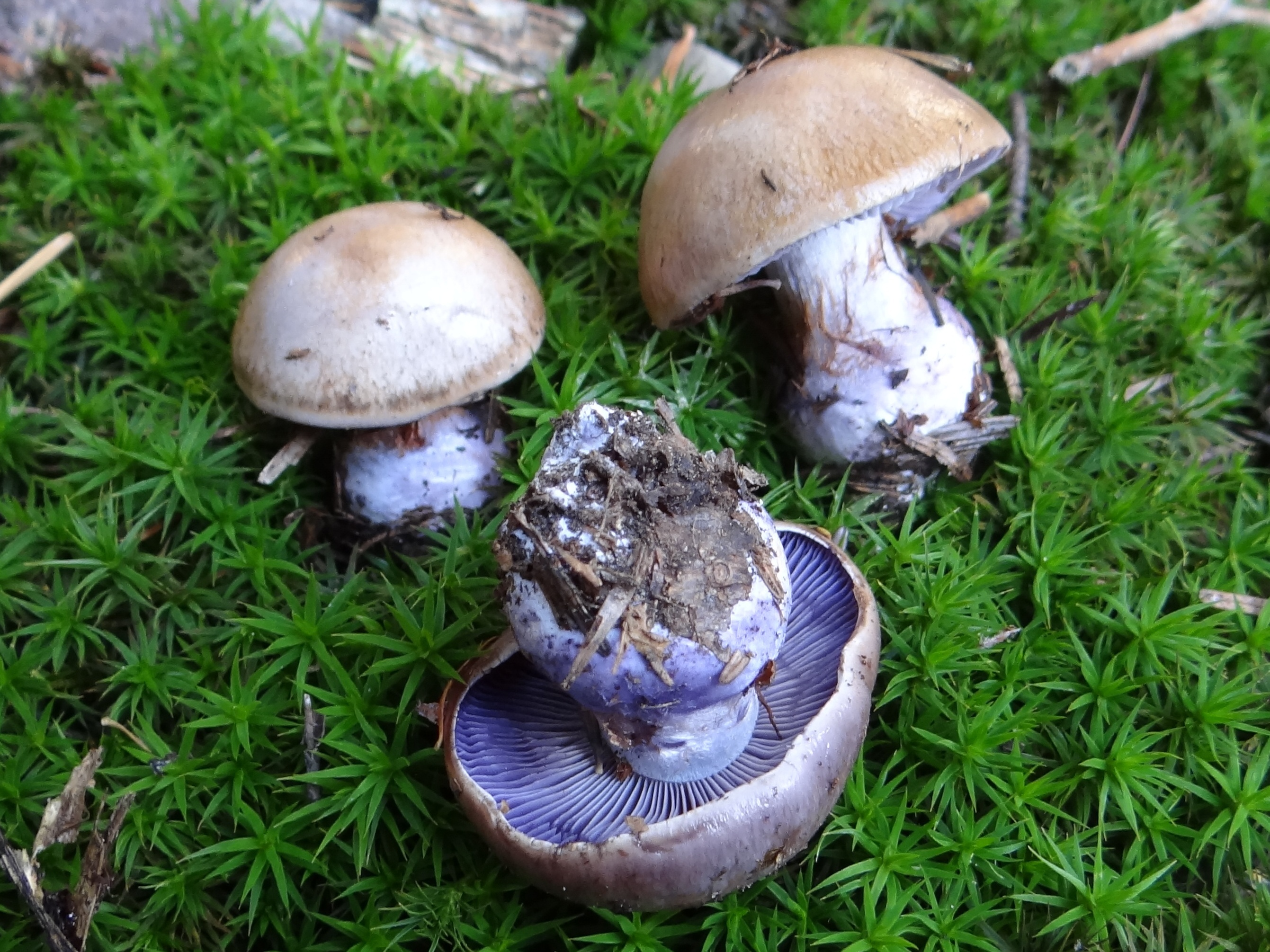
!Cortinarius cyanites!
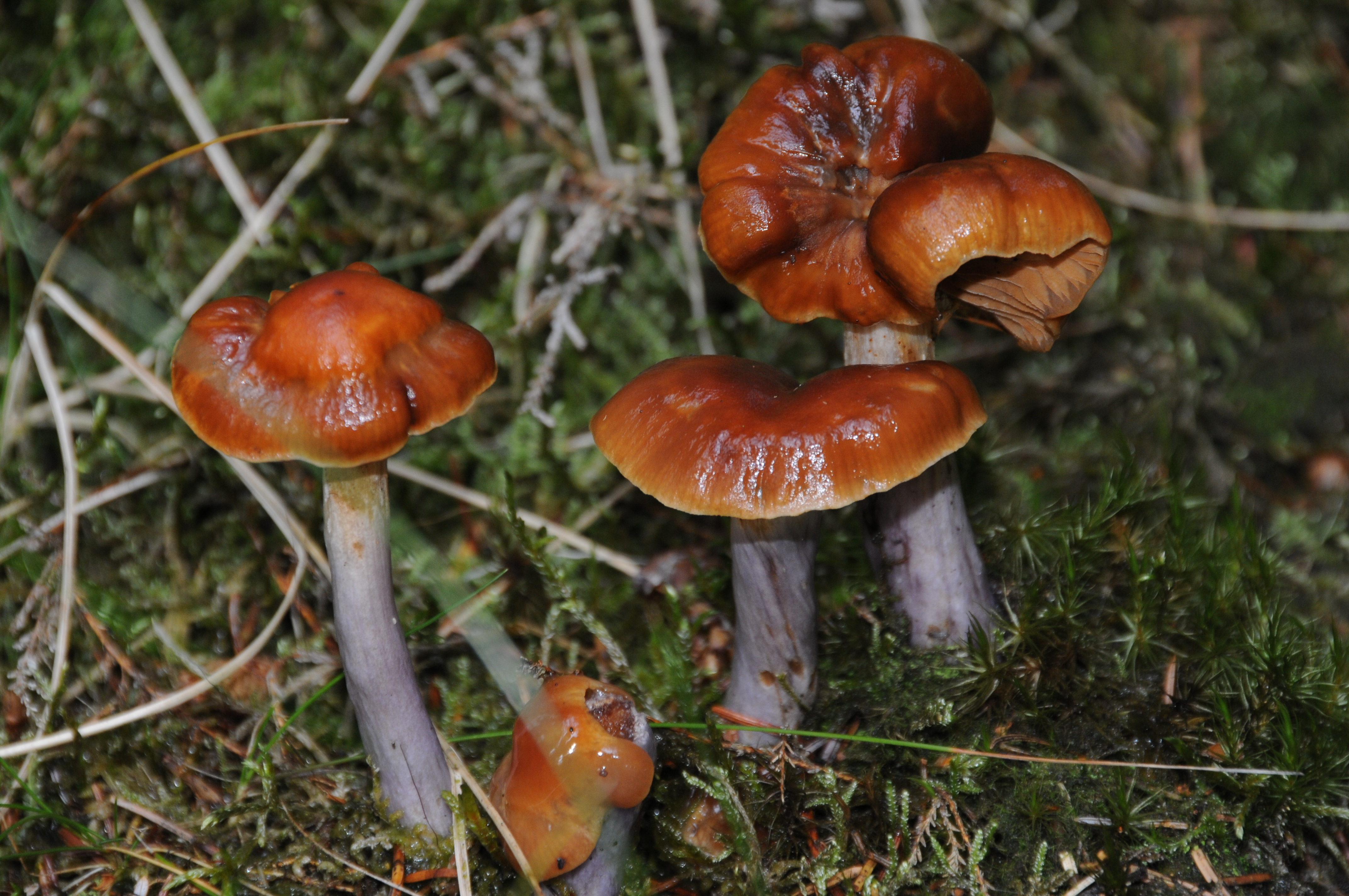
Cortinarius collinitus
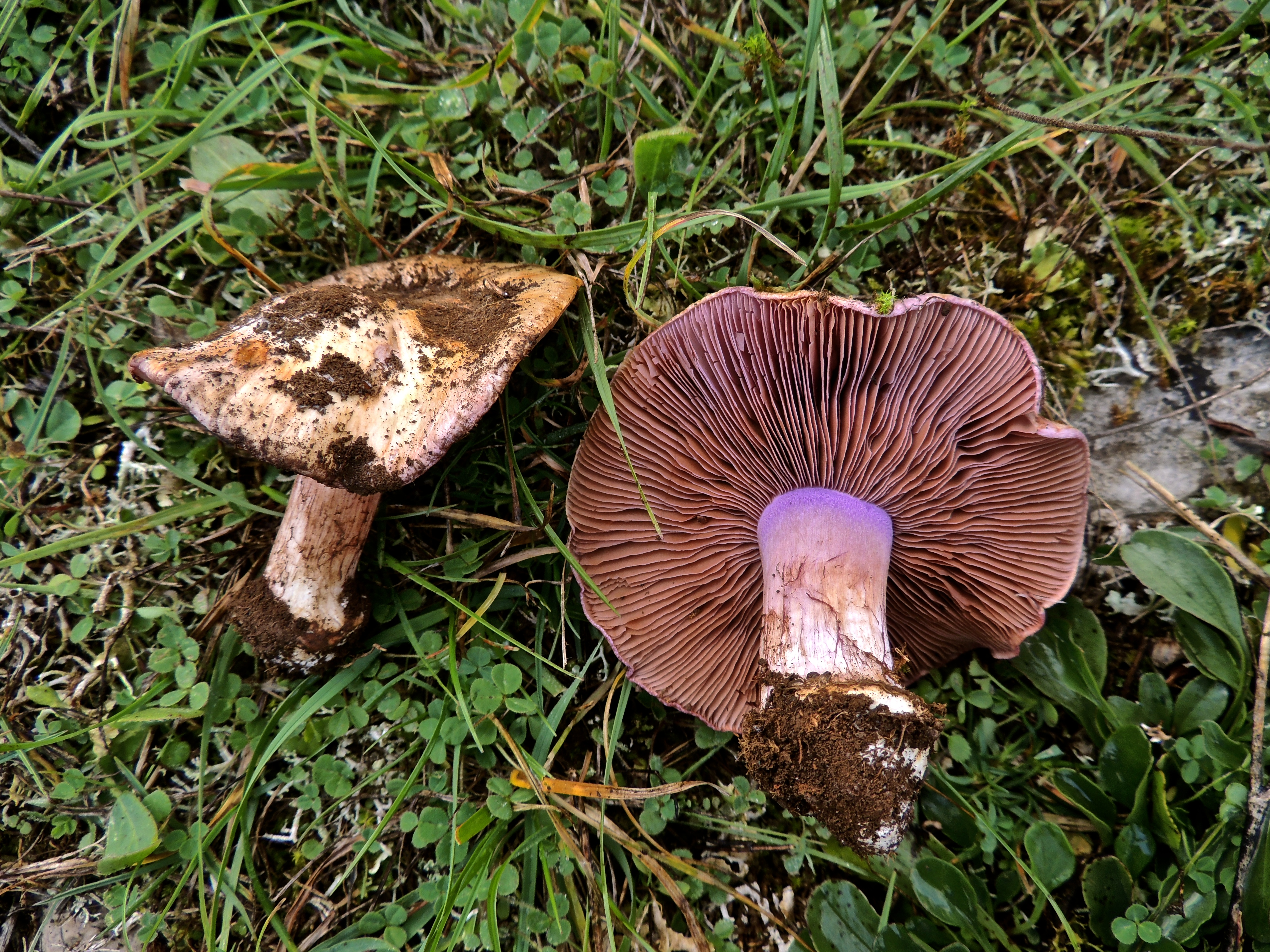
!Cortinarius dibaphus!
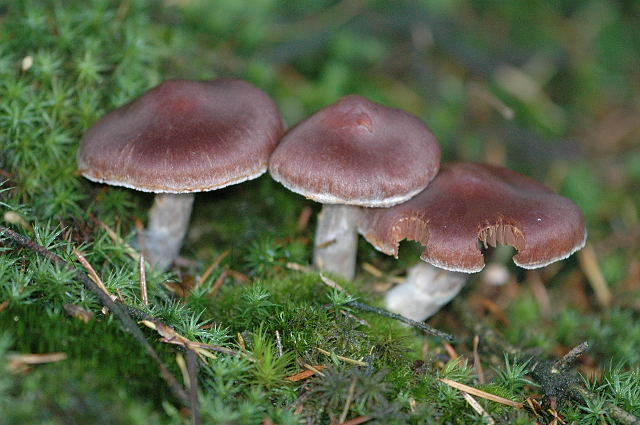
!Cortinarius evernius!
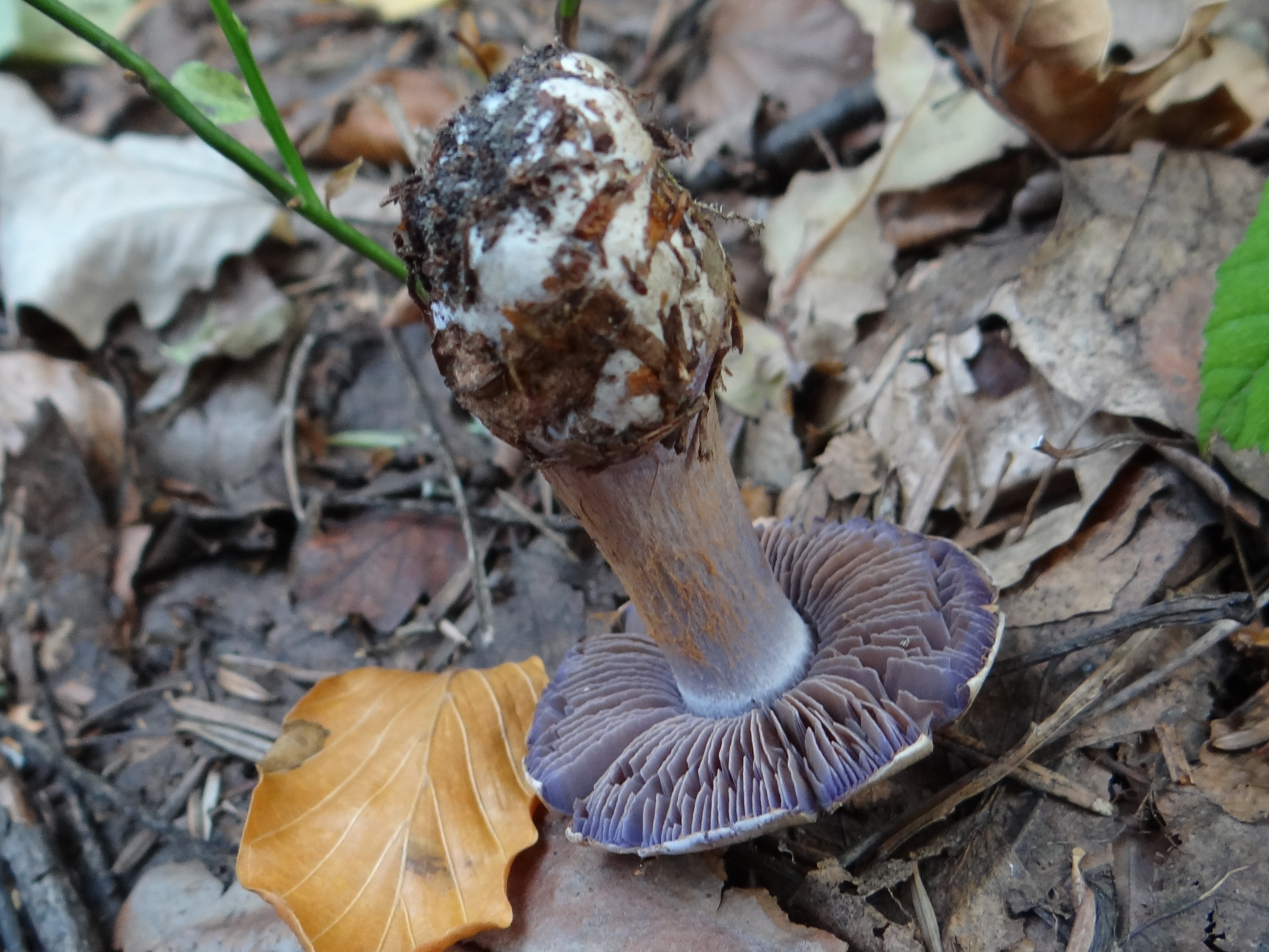
Cortinarius glaucopus

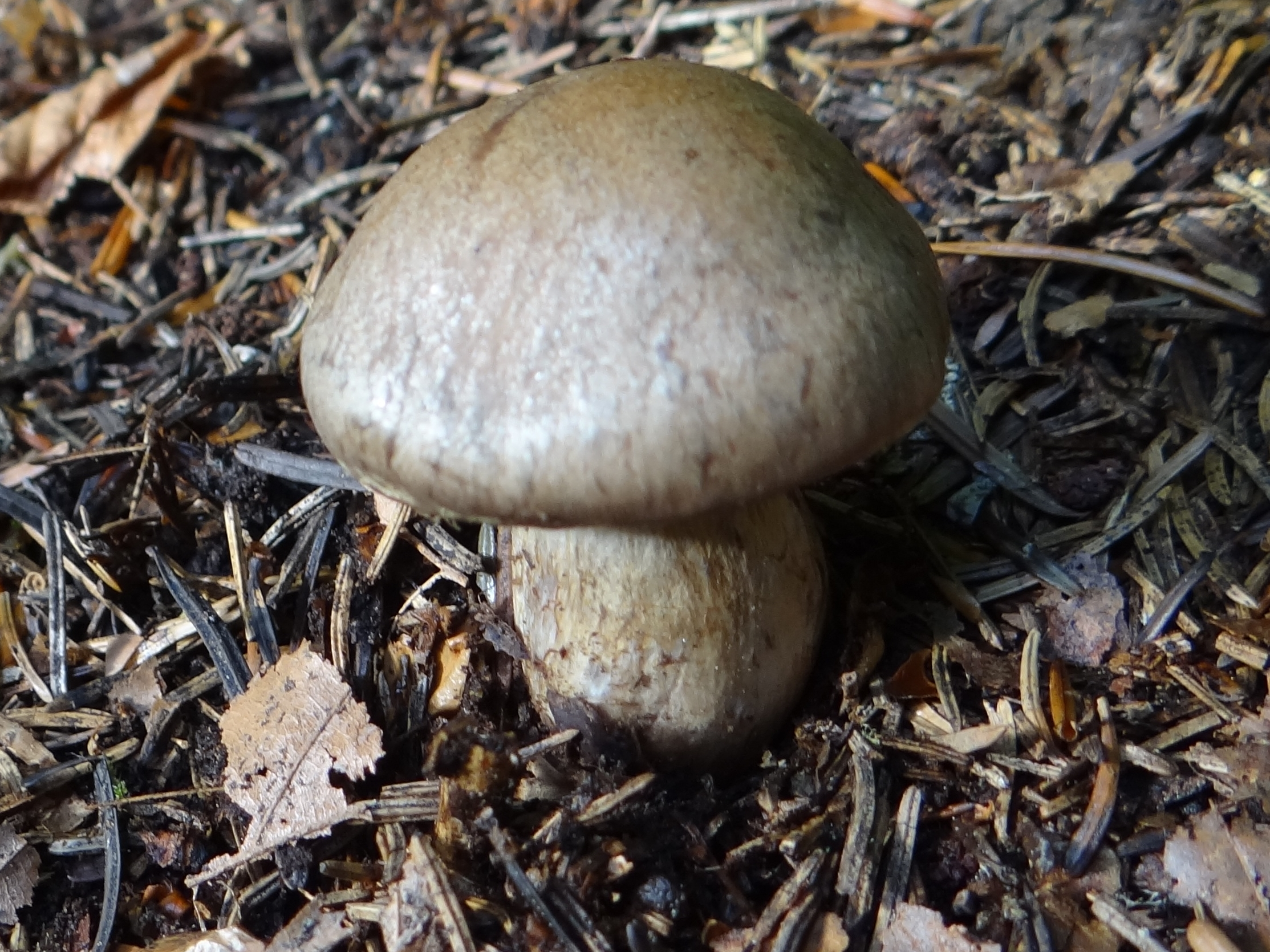
!Cortinarius infractus!
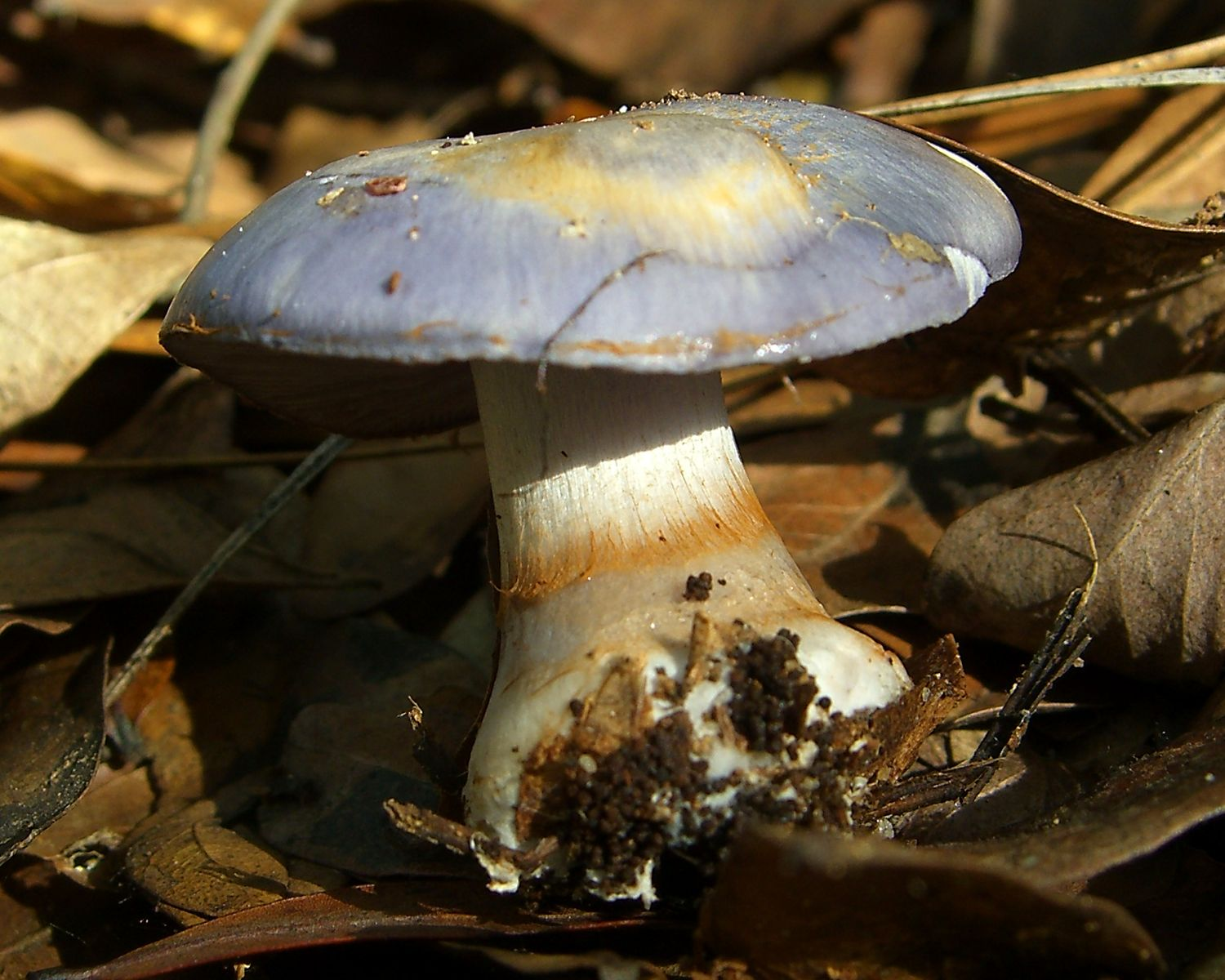
Cortinarius iodes
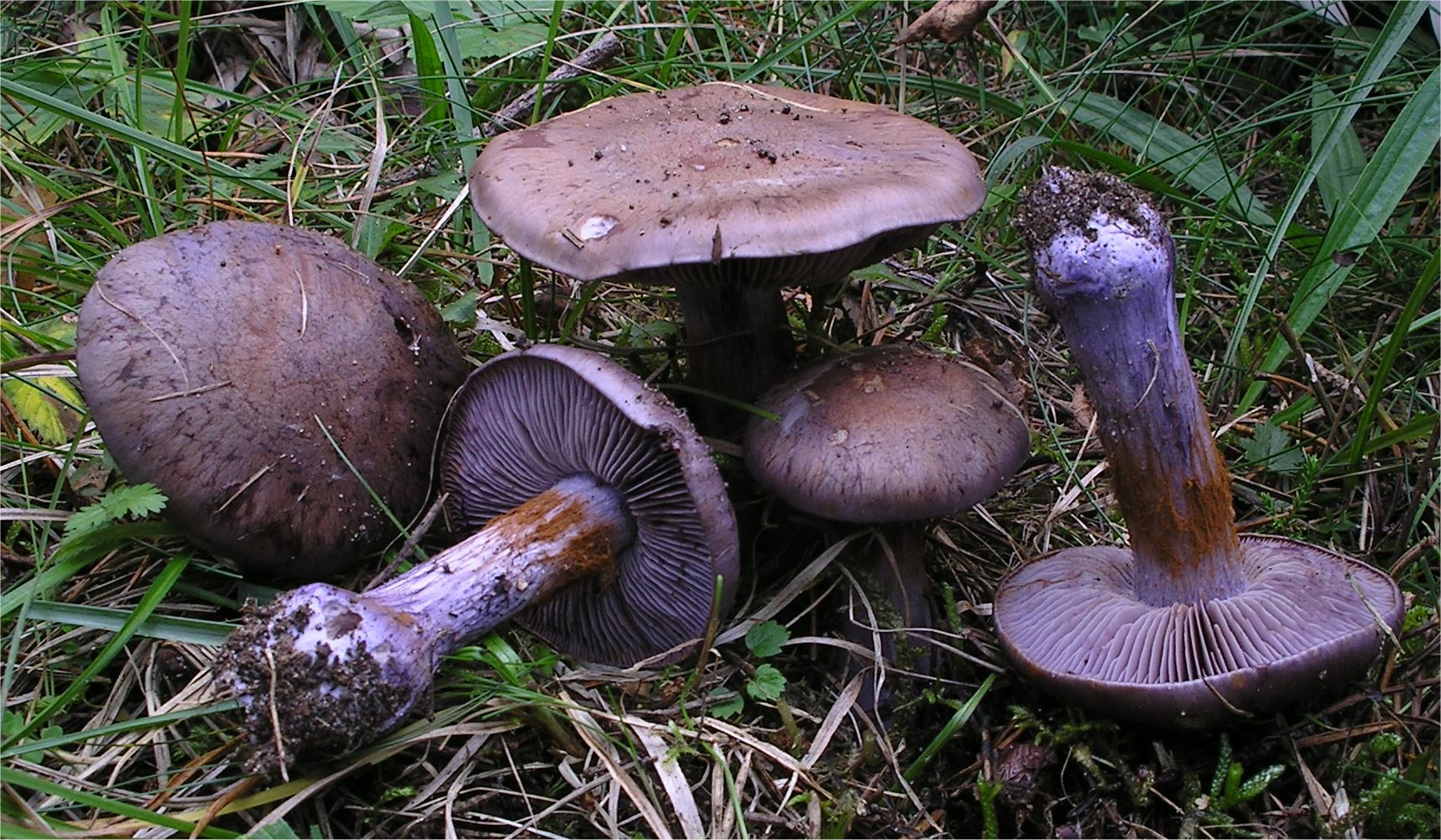
Cortinarius purpurascens
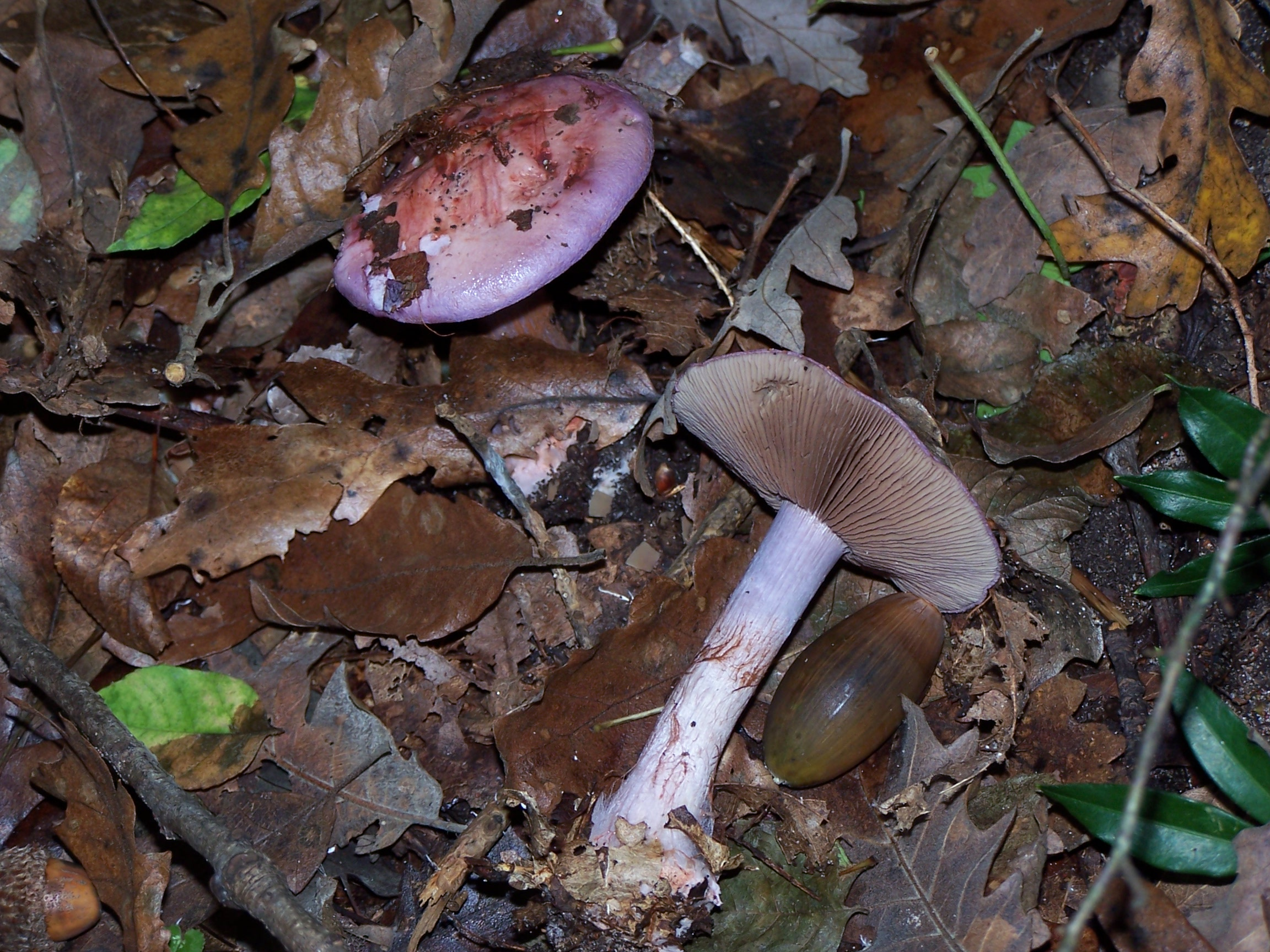
!Cortinarius rufo-olivaceus!
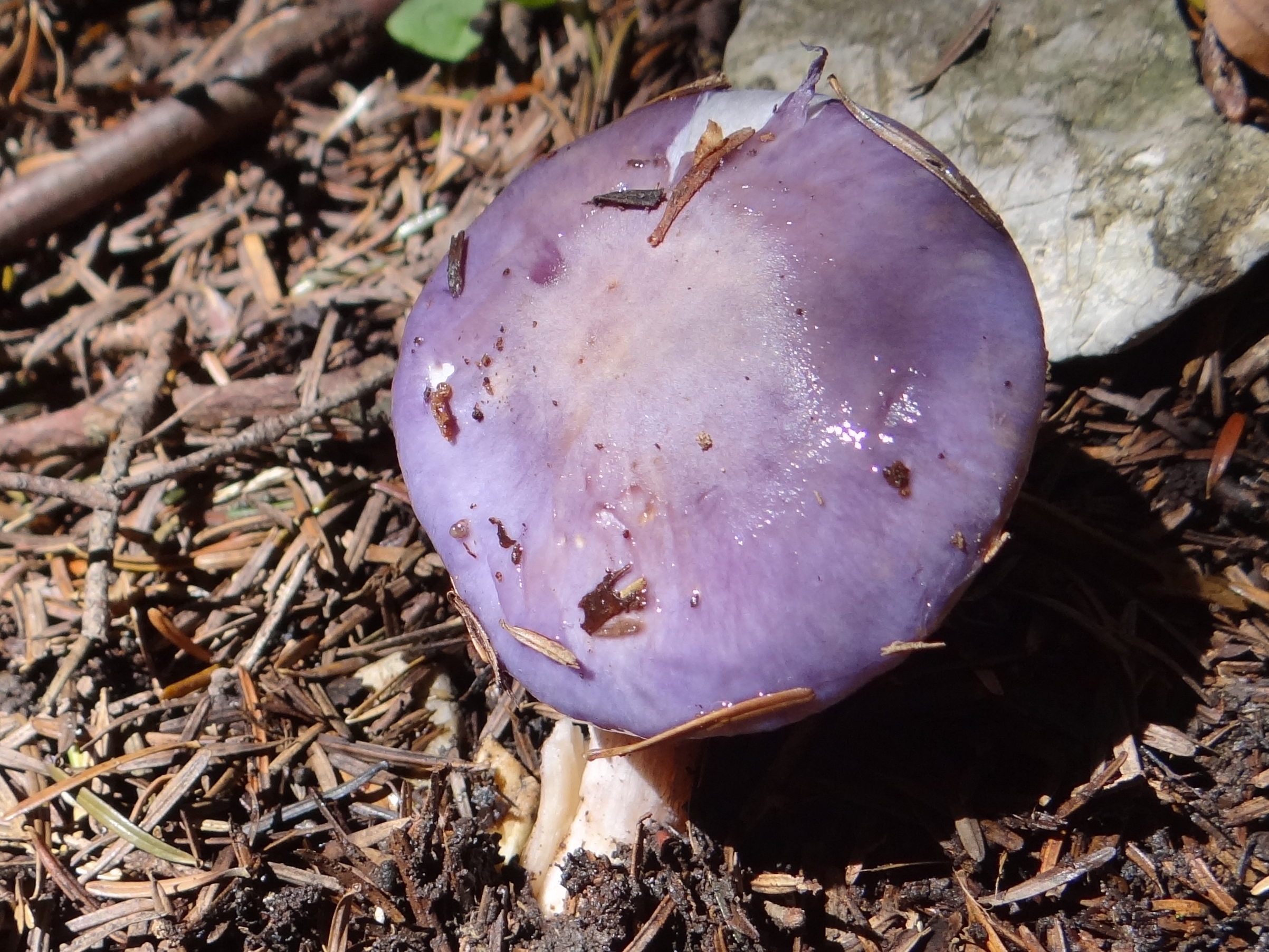
Cortinarius salor
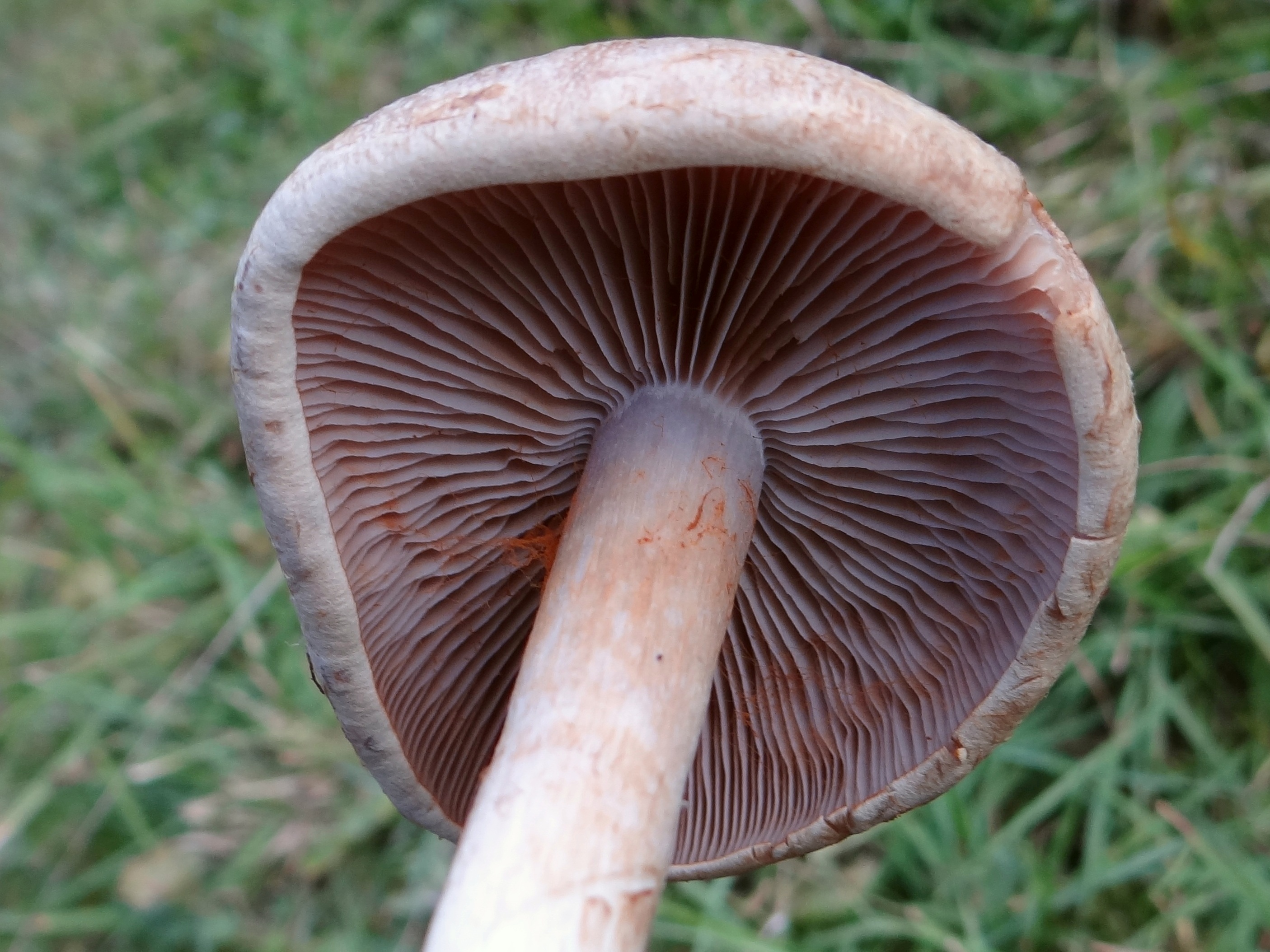
!Cortinarius spilomeus!

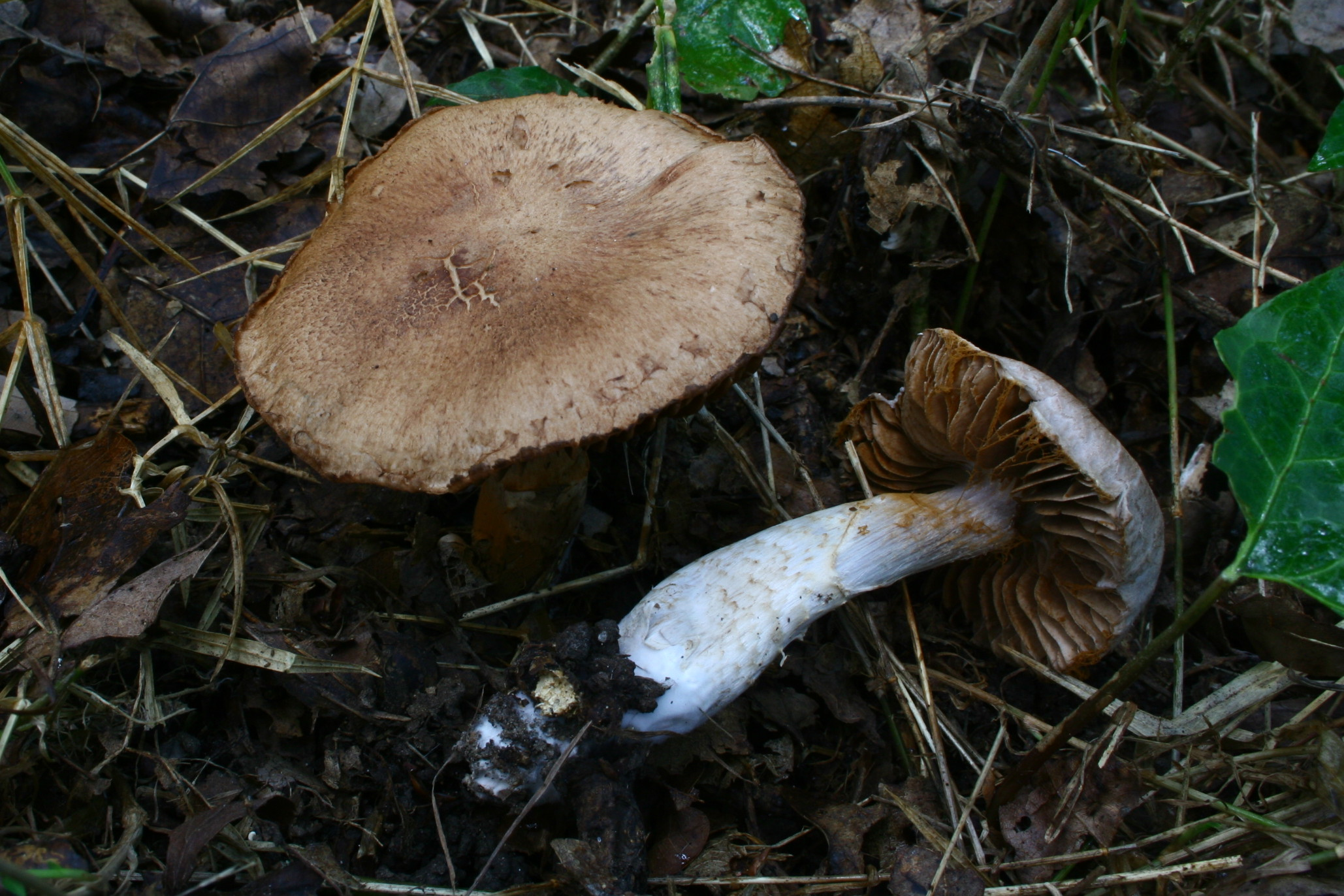
!Cortinarius torvus!
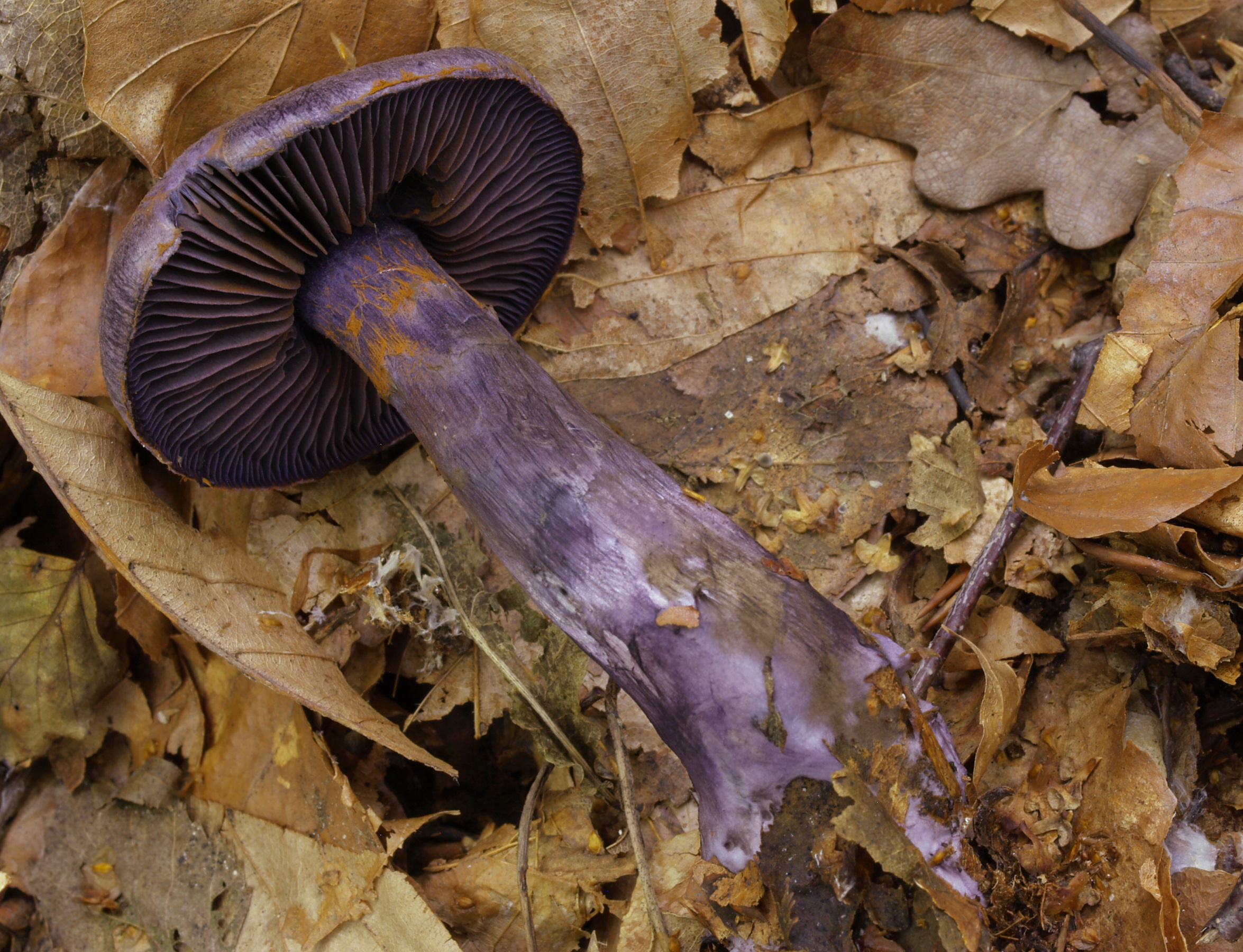
Cortinarius violaceus
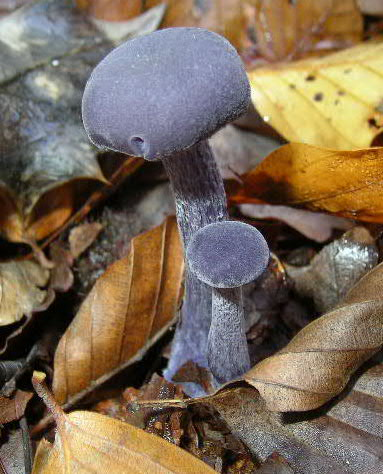
Laccaria amethystea
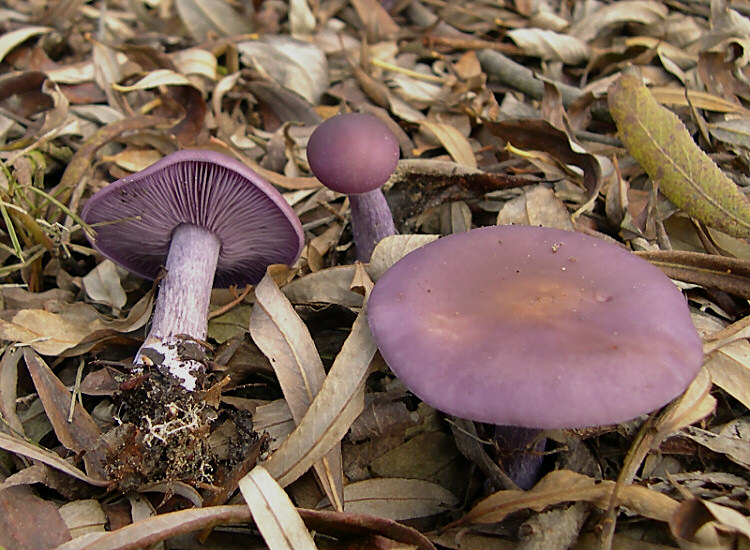
Lepista nuda
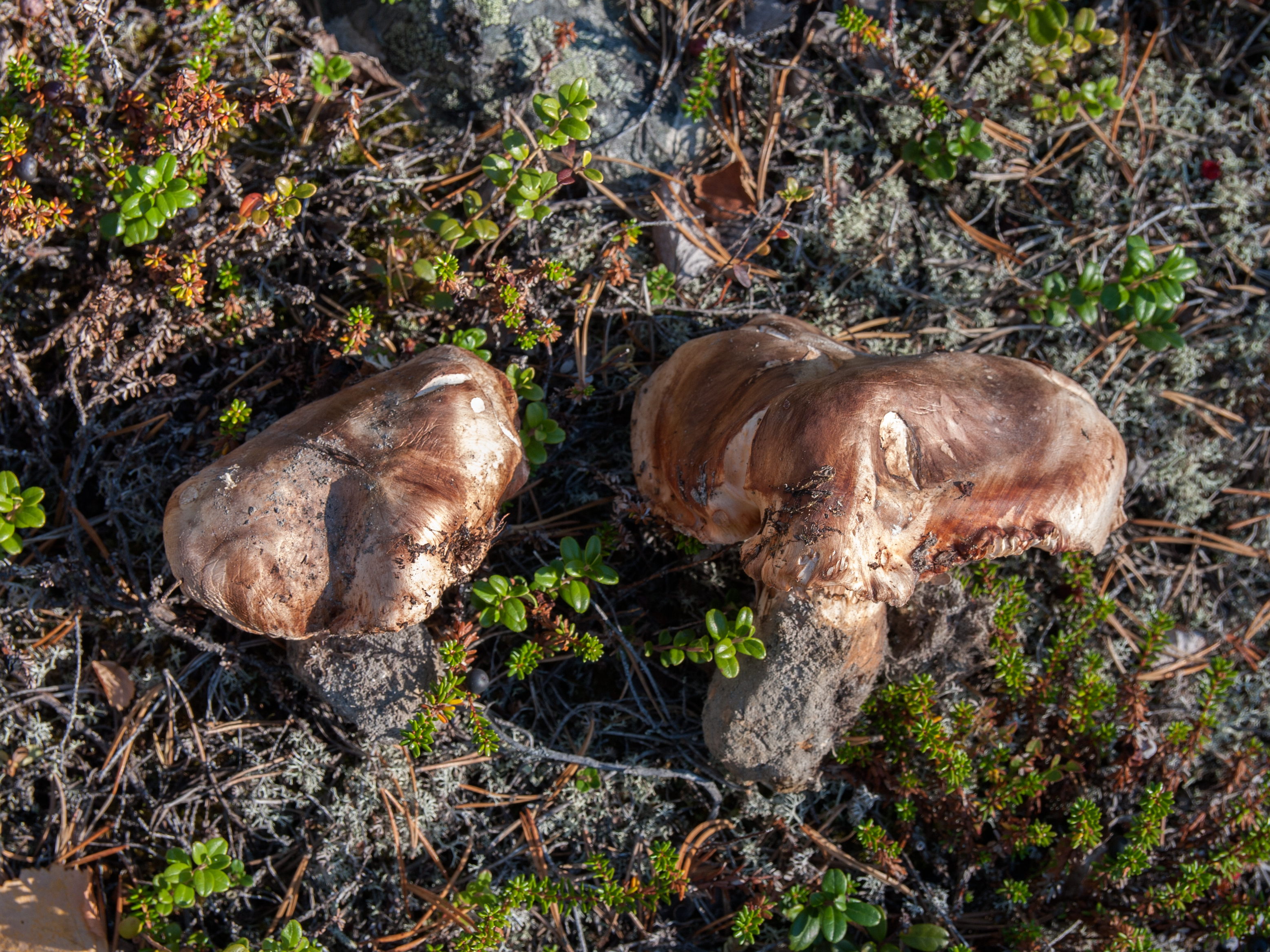
Tricholoma colossus